# Rabie Ben Mokhtar
Pour les articles homonymes, voir Mokhtar.
Rabie Ben Mokhtar (en arabe : ربيع بن مختار) est un réalisateur de cinéma et de télévision algérien.
Né en 1944 à Amalou en Algérie et mort le 29 avril 2015 à Alger.

## Biographie
Rabie Ben Mokhtar a fait ses études de cinéma a l'Institut du cinéma de Paris et réalise plusieurs films dont le long métrage Marathon Tam en 1992 et Tinhinan en 2009 qui a eu la mention spéciale du Festival national du film Amazigh en 2010.
Il a réalisé plusieurs films documentaires sur le Sud et le patrimoine.

## Mort
Il meurt à Alger a l'âge de 71 ans des suites d'une longue maladie. Il est inhumé au cimetière de Beni Messous.

## Filmographie
En tant qu'opérateur caméra : 
- 1971 : Patrouille à l'est d'Amar Laskri

En tant que premier assistant réalisateur : 
- 1997 : La Montagne de Baya d'Azzedine Meddour

En tant que réalisateur :
- 1992 : Marathon Tam
- 2005 : Pizza Houma(sitcom)
- 2009 : Tin Hinan